# Kanton Neumorschen
Der Kanton Neumorschen war eine Verwaltungseinheit im Distrikt Hersfeld des Departements der Werra im napoleonischen Königreich Westphalen.  Hauptort des Kantons und Sitz des Friedensgerichts war der Ort Neumorschen, heute Ortsteil von Morschen im Schwalm-Eder-Kreis.  Der Kanton umfasste 18 Dörfer und Weiler, hatte 5.288 Einwohner und eine Fläche von 2,25 Quadratmeilen.
Zum Kanton gehörten die Orte:
- Neumorschen
- Baumbach
- Beiseförth
- Binsförth mit dem Hof Grüneis
- Hausen
- Konnefeld
- Licherode
- Lichtenhagen
- Nenterode
- Niederbeisheim mit dem Hof Largesberg (Largesgrund)
- Niederellenbach
- Oberbeisheim
- Oberellenbach
- Rengshausen
- Sterkelshausen
- Wichte